# Zhang Jiaqi
Zhang Jiaqi (chiń. 张家齐; ur. 28 maja 2004 w Pekinie) – chińska skoczkini do wody, mistrzyni olimpijska, mistrzyni świata, dwukrotna medalistka igrzysk azjatyckich.

## Przebieg kariery
W 2017 roku uczestniczyła głównie w zawodach Grand Prix, zwyciężając w większości z nich. Rok później została dwukrotną medalistką igrzysk azjatyckich – w konkurencji skoku synchronicznego z wieży zdobyła złoto, natomiast w konkurencji skoku indywidualnego z wieży wywalczyła srebrny medal. W 2019 roku została mistrzynią świata w konkurencji skoku synchronicznego z wieży 10 m – tytuł ten zdobyła razem z koleżanką z kadry Lu Wei.
W 2021 wystąpiła w letnich igrzyskach olimpijskich, na których wystąpiła w konkurencji skoku synchronicznego z wieży i uzyskała rezultat 363,78 pkt. Z tym wynikiem zdobyła złoty medal olimpijski, razem z koleżanką z kadry Chen Yuxi.